# Nagy Jenő (író)
Nagy Jenő (Hagymásbodon, 1912. július 8. – Debrecen, 1974. október 31.) erdélyi származású magyar író és könnyűipari szakíró.

## Életútja
A marosvásárhelyi Református Kollégium elvégzése után (1928) magyar-történelem szakos diplomát szerzett Kolozsvárt az I. Ferdinánd Egyetemen (1933). Nem jutván tanári álláshoz, gyári munkás lett, majd – miután Mosonmagyaróváron elvégezte a Gazdasági Akadémiát is – üzemvezető a marosvásárhelyi tejfeldolgozó vállalatnál. A tejiparral foglalkozó szakcikkeit a Szövetkezeti Értesítő, később a budapesti Magyar Szövetkezés közölte. 1942-től gazdasági iskolai tanár Marosvásárhelyen, később Munkácson. A II. világháborúban hadifogságba esett, visszatérve Szekszárdon, Baján, Hajdúböszörményben tanított. 1964-től a debreceni Tanítóképző Intézet tanáraként kidolgozta az anyanyelvi tantárgyak metodikáját.
Szépirodalmi pályája a Gagyi Lászlóval közösen írt és megjelentetett Szegény kicsi bojtár (Marosvásárhely, 1937) c. balladajátékkal kezdődött. Az Erdélyi Helikon közölte Hagymakoszorú (1942/5), Veres liliom (1942/7), Angyalok (1944/2) és Nyitott ablak (1944/4) c. novelláit és kisregényeit.

## Kötete
- Sárkányfogak között (regény Báthory Zsigmondról, Kolozsvár, 1943).